# Konsyliencja
Konsyliencja – termin oznaczający spójność i zgodność wiedzy, i wynikającej z tego faktu niezaprzeczalności i niewykluczeniowości żadnej z nauk. Używany w redukcjonizmie (pierwszy raz przez Edwarda O. Wilsona) jako określenie nauk zależnych od siebie bezpośrednio poprzez redukcję bardziej skomplikowanych nauk w prostsze, a budowanie złożoności nauk z teorii podstawowych i pierwotnych.